# 永田泰次郎

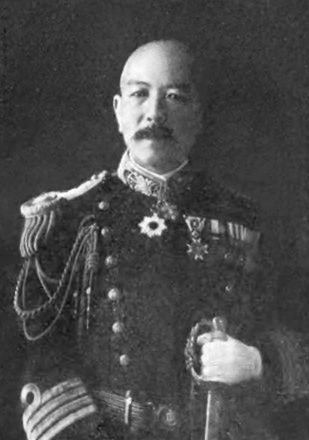
永田泰次郎

永田 泰次郎（ながた やすじろう、1867年1月26日（慶応2年12月21日） - 1923年（大正12年）1月27日）は、日本の海軍軍人。最終階級は海軍中将 正四位 勲二等 功三級に至る。

## 経歴
永田健助の長男として江戸に生まれる。攻玉社から慶應義塾幼稚舎に移り、大人部に移る。海軍兵学校（15期）に転じ少尉候補生として登用される。その後海軍兵学校教官となり南清各地を視察。1903年（明治36年）、常備艦隊の幕僚となり日露戦争中は東郷平八郎大将の幕僚副官となり参謀部にあり。戦争終結ののち海軍省出仕となり勲三等に叙す。出雲艦、石見艦の副長となり、第一、第二駆逐艦隊司令官として横須賀に滞在。神戸高等商船学校長に在職中に死去。

## 栄典
位階
- 1891年（明治24年）12月14日 - 正八位[3]
- 1895年（明治28年）4月15日 - 従七位[4]
- 1898年（明治31年）3月8日 - 正七位[5]
- 1900年（明治33年）12月7日 - 従六位[6]
- 1905年（明治38年）2月14日 - 正六位[7]
- 1909年（明治42年）12月20日 - 従五位[8]
- 1915年（大正4年）1月30日 - 正五位[9]
- 1919年（大正8年）12月27日 - 従四位[10]
- 1923年（大正12年）1月27日 - 正四位[11]

勲章等
- 1901年（明治34年）11月30日 - 勲五等瑞宝章[12]
- 1906年（明治39年）4月1日 - 功三級金鵄勲章・勲三等旭日中綬章・明治三十七八年従軍記章[13]
- 1920年（大正9年）11月1日 - 旭日重光章[14]